# Gunnlaugr Ormstunga
Gunnlaugr Ormstunga (ca. 983 — ca. 1008) var en islandsk skjald, helten i Gunnlaugs saga.

## Familie og karakter
Gunløg var søn af Illuge den Sorte på Gilsbakke, en dattersøn af Midfjordskegge og en brodersøn af Tindr Hallkelsson. Han er født omtrent 983, og han var, som det hedder i hans saga, "tidlig udviklet, stor og stærk, med lysebrunt hår, som faldt smukt, med sorte øjne og noget styg næse, men ansigtstrækkene var dog tiltalende ... urolig og tidlig ærgerrig, overfor alt uskånsom og hård, en god skjald, men tilbøjelig til at digte satiriske vers". Sit tilnavn arvede han tilligemed sit egentlige navn efter sin oldefader; af beskrivelsen ses, at Gunnlaugr har båret sit (til)navn med rette; sagaen giver os desuden beviser på, at hans tunge var hvas, og at han havde let ved at benytte dens skarphed. Lige så åben som han var i sin dadel, lige så oprigtig og retfærdig var han, når han skulle bedømme sine modstandere (Erik jarl), hvilket gør hans karakter ære. 
Sagaen fortæller særligt om hans kærlighed til og trolovelse med Helga den fagre, en datter af Þorsteinn på Borg. Hun var omtrent hans jævnaldrende. De to fattede en ubrydelig kærlighed, og skønt hun mod sin vilje blev gift to gange, først med digteren Hrafn Önundarson og efter hans og Gunnlaugs død, med Þorkell i Hraundalr, "kunde hun dog aldrig glemme Gunnlaugr; det var hendes største fryd at se på en kappe, som han havde givet hende," og hun døde med den foran sig. Gunnlaugr var på sin side lige så trofast og standhaftig og langt mere betaget af sin kærlighed end f. ex. Hallfreðr Vandræðsakáld, Björn osv. Gunnlaugr er den romantiske elsker frem for alle andre. Da Hrafn siger til ham, at der gives mange andre kvinder foruden Helga, svarer han: "Kan gerne være, men jeg synes nu ikke det." Gunnlaugr og Helga er de gamle sagaers mest indtagende elskerpar både for deres rene kærlighed og tragiske skæbne.

## Liv
Efter først at have trolovet sig, foretog Gunnlaugr den sædvanlige treårs udlandsrejse (1000), kom til Norge, traf Erik jarl, fornærmede ham blodigt og måtte skyndsomt flygte fra landet. Så kom han til kong Adelråd i England og derefter til forskellige andre fyrster, blandt andre Olaf den svenske; hos ham gjorde han det skæbnesvangre bekendtskab med Hrafn Önundarson. I begyndelsen gik alt godt, men Gunnlaugs tunge kom til overfor Hrafn at vise sin skarphed, og Hrafn vidste at hævne sig. Da Gunnlaugr ikke kom hjem til Island i rette tid, var Þorsteinn løst fra sine forpligtelser mod ham, og da Hrafn, som imidlertid var kommet hjem, friede til Helga, blev udfaldet at Hrafn ægtede hende samme efterår, som Gunnlaugr kom hjem (1005).
Året efter havde Gunnlaugr og Hrafn en uafgjort tvekamp på altinget, hvilket førte til, at tvekampe blev forbudt på Island. Året efter (1007) rejste de begge udenlands for dér at udkæmpe deres sag, men de traf først hinanden i  1008 og fældede hinanden. Ifølge sagaen gav Hrafn Gunnlaugr banesåret i det øjeblik, da Gunnlaugr rakte ham vand at drikke i sin hjelm.

## Digtning
Af Gunnlaugs digte om kong Adelråd (1002), om Sigurðr jarl Hlöðvisson på Orknøerne (en flokkr 1002), om Sigurðr jarl i Skara i Vester-Gøtland (en flokkr 1002), om Olaf den svenske (drape 1003) og endelig af hans drape om Sigtryggr silkeskæg i Dublin (1002) i runhent versemål er der intet tilbage med undtagelse af stefet (et halvvers) af drapen om Adelråd, samt stefet (to linjer), et halvvers af begyndelsen og vistnok slutningsverset af drapen om Sigtryggr. Heller ikke findes noget af det i Skáldatal antydede digt om Erik jarl (fra 1007).
Af løse vers haves i sagaen kun 13, foruden et vers af Kormákr, som her urigtigt tillægges Gunnlaugr. Af dem handler
en del om stridigheder og kampe, hvortil endnu et slutter sig (om digterens personlige mod: "han er mindre bange for ikke at blive gammel og grå end at blive kaldt mindre dygtig end Hrafn"). Af særlig interesse er en lille kvædling
på fire linjer, hvori han håner en af Erik jarls hirdmænd: 

"Der er hen hirdmand, 

han er særdeles skadelig; 

tror ham ikke, 

han er ond og sort."

De øvrige vers er mere eller mindre erotiske og udtaler Gunnlaugrs følelser for Helga og hans savn. Det smukkeste af disse er: "Ingen hel dag blev glædelig for Ormstunge under fjældenes sal (på jorden), siden Helga den fagre fik navn af Hrafns hustru. Kun lidt har hendes fader, den blonde mand [Þorsteinn kaldtes hinn hvíti] taget sig i agt for min tunge."
Alle disse vers er sikkert ægte. Der er intet som helst, der afgjort viser uægtheden af noget af versene. Nogle uregelmæssigheder, som de mindre heldige (ikke urigtige) rim linns: kindar, lands: gunnar taler snarere for end mod, at de er ægte. Her må det også tages i betragtning, at versene er mindre godt overleverede. Desuden anfører Snorre et halvvers, og endelig er versene så aktuelle (jfr. hinn hvíti om Þorsteinn osv.), at de næppe synes at kunne tilhøre andre end Gunnlaugr selv.
Hvor højt Gunnlaugr har stået som digter er ikke let at bestemme. Han synes at have haft meget let ved at rime, og i det
hele været godt inde i digtekunstens teori. Derimod kan han næppe siges at have været nogen original digternatur. Vi har en interessant karakteristik af Gunnlaugr, givet af Hrafn i Olaf den svenskes hal: "Digtet er fuldt af store ord, ikke skønt og noget stift i formen, ligesom Gunnlaugr selv i sit sind." Denne dom synes at være fuldstændig rigtig. De "store ord" genfindes fx i stefet af drapen om Adelråd, hvor det hedder: "Hele folket frygter Englands konge som gud; alle bøjer sig for Adelråd." Det er ikke urimeligt, at Gunnlaugr — ubevidst — har villet bøde på sin originalitet med klingende, store ord. Det "uskønne" kunne snarest antyde visse fejl ved formen, fx i rimene, noget, som versene undertiden netop udviser; endelig er versene ikke så flydende eller lette; sammenstød af mange konsonanter forekommer flere gange og giver det hele en vis stiv form. Ellers er omskrivningerne udadlelige og ret godt valgte; synderlig hyppig brug af dem synes Gunnlaugr ikke at have gjort.

## Ekstern henvisning
- Gunnlaugr ormstunga Arkiveret 10. marts 2007 hos  Wayback Machine Opbevarede vers